# Новий театр (Пльзень)

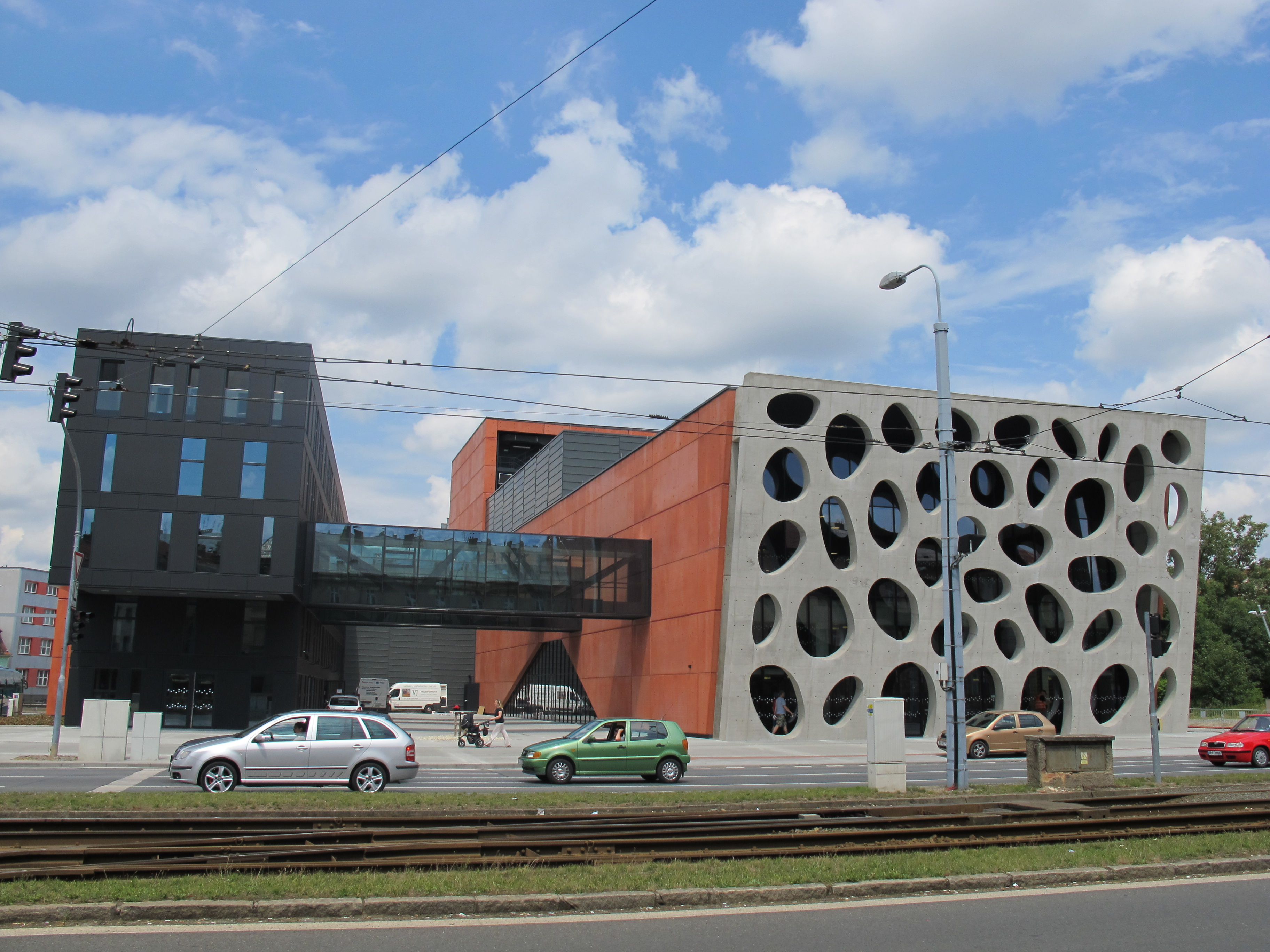
Новий театр в Пльзені

Новий театр (чеськ. Nové divadlo) — театр, заснований у Пльзені 2014 року.

## Загальні відомості
На будівництво театру було витрачено 880 млн. чеських крон.
Театр відкрився постановкою опери «Продана наречена» Бедржиха Сметани.
2015 року тут проходив конкурс Євробачення Юних Танцюристів.